# Rhadinaea
Rhadinaea es un género de serpientes que pertenecen a la familia Dipsadidae. Su área de distribución incluye Estados Unidos, México, América Central y el norte de Colombia.

## Especies
Se reconocen las siguientes 22 especies:
- Rhadinaea bogertorum Myers, 1974
- Rhadinaea calligaster (Cope, 1876)
- Rhadinaea cuneata Myers, 1974
- Rhadinaea decorata (Günther, 1858)}
- Rhadinaea eduardoi Mata-Silva, Rocha, Ramírez-Bautista, Berriozabal-Islas & Wilson, 2019[3]
- Rhadinaea flavilata (Cope, 1871)
- Rhadinaea forbesi Smith, 1942
- Rhadinaea fulvivittis Cope, 1875
- Rhadinaea gaigeae Bailey, 1937
- Rhadinaea hesperia Bailey, 1940
- Rhadinaea laureata (Günther, 1868)
- Rhadinaea macdougalli Smith & Langebartel, 1949
- Rhadinaea marcellae Taylor, 1949
- Rhadinaea montana Smith, 1944
- Rhadinaea myersi Rossman, 1965
- Rhadinaea omiltemana (Günther, 1894)
- Rhadinaea pulveriventris Boulenger, 1896
- Rhadinaea quinquelineata Cope, 1886
- Rhadinaea sargenti Dunn & Bailey, 1939
- Rhadinaea stadelmani Stuart & Bailey, 1941
- Rhadinaea taeniata (Peters, 1863)
- Rhadinaea vermiculaticeps (Cope, 1860)